# غاري هايز
غاري هايز (بالإنجليزية: Gary Hayes) هو لاعب كرة القدم الكندية أمريكي، ولد في 19 أغسطس 1957 في توسان في الولايات المتحدة.

## وصلات خارجية
- غاري هايز على موقع مرجع كرة القدم المحترفة.كوم (الإنجليزية)